# Główczyce (województwo pomorskie)

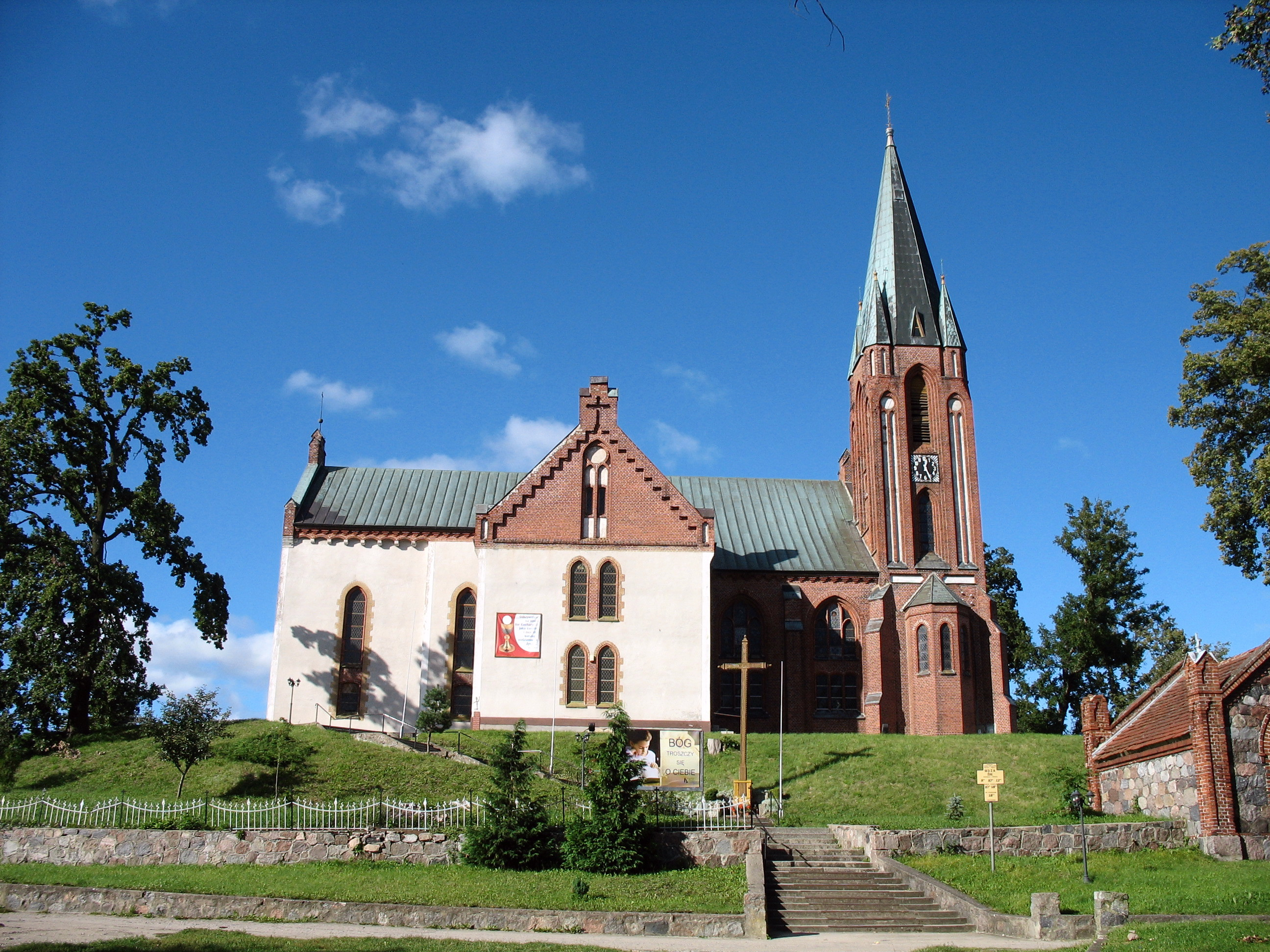
Kościół pw. św. Apostołów Piotra i Pawła

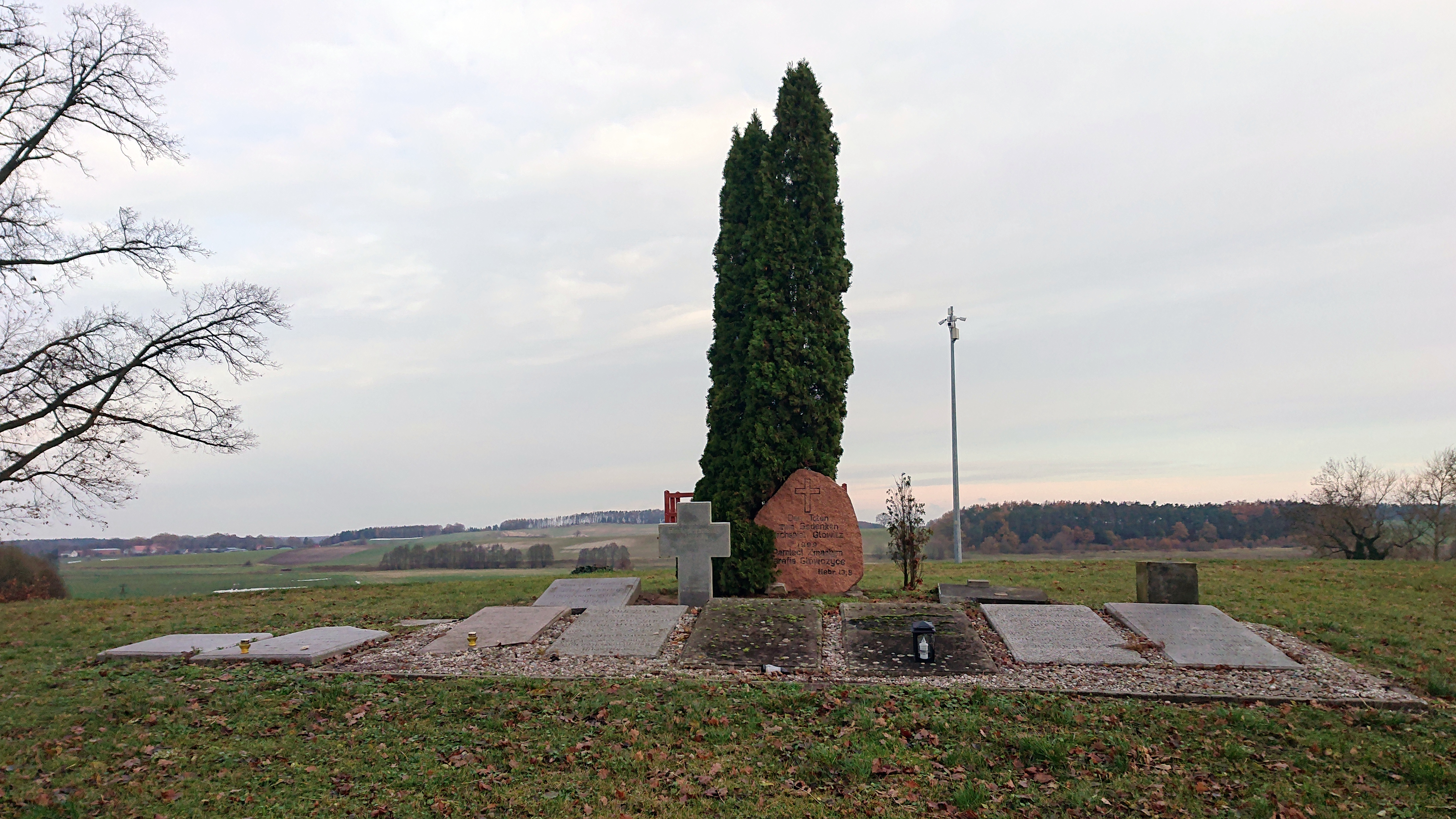
Lapidarium przy kościele złożone z pozostałości po nagrobkach z cmentarza ewangelickiego

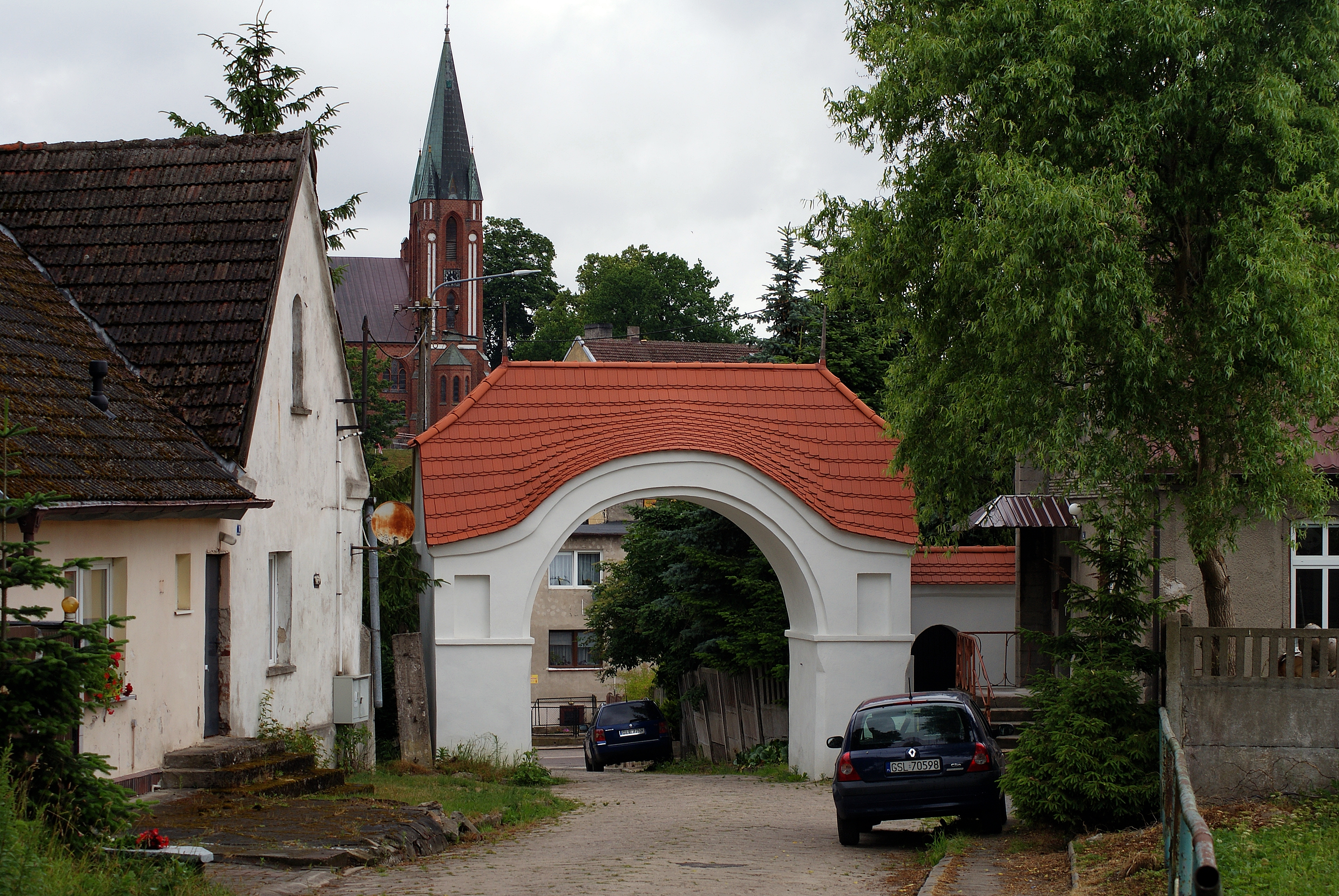
Brama do majątku dworskiego Puttkamerów

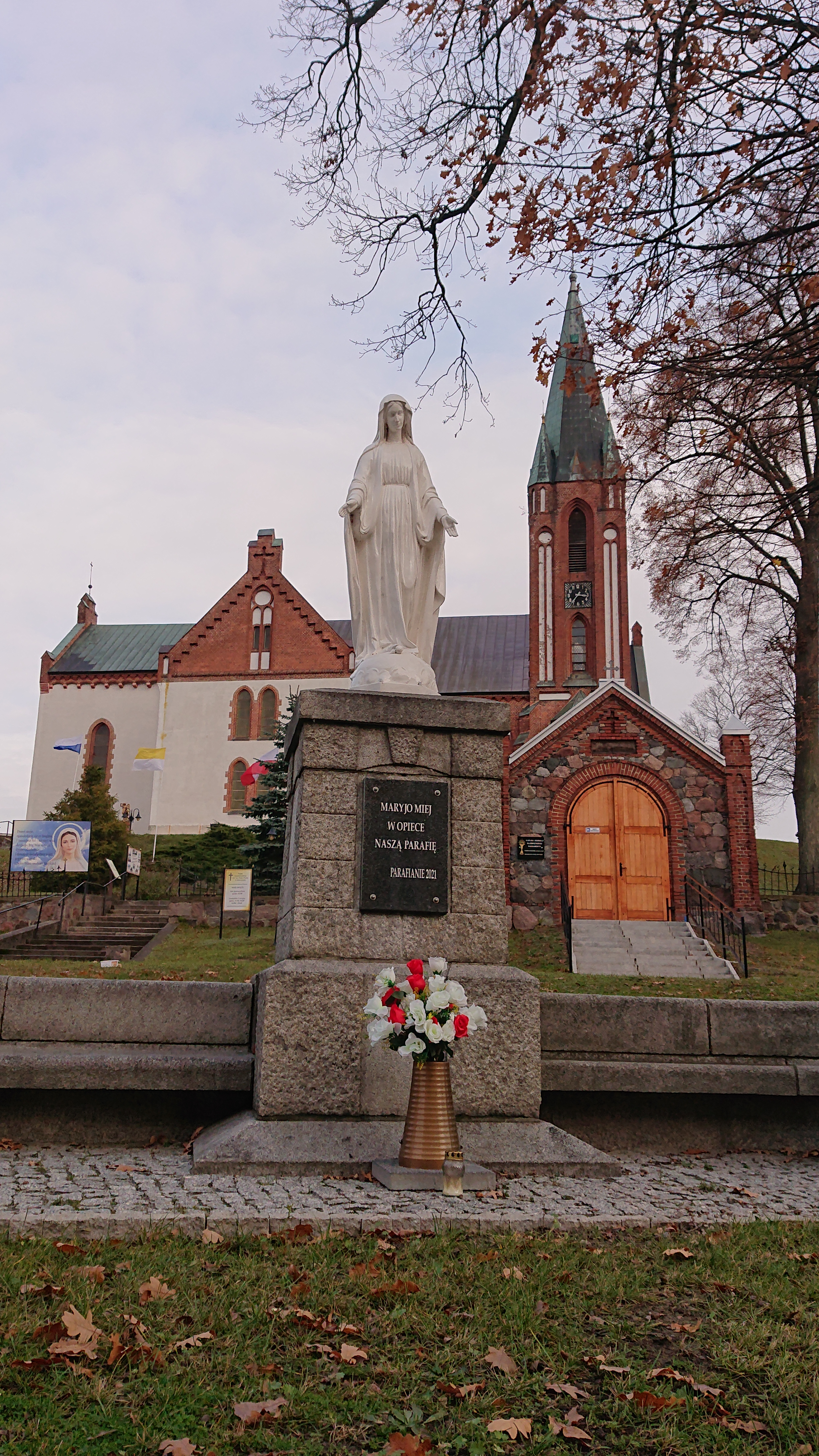
Figura Maryi na postumencie z elementami pomnika upamiętniającego udział i śmierć mieszkańców Główczyc w I wojnie światowej

Główczyce (kaszb. Główczëce, niem. Glowitz) – wieś o charakterze małomiasteczkowym w Polsce położona w województwie pomorskim, w powiecie słupskim, w gminie Główczyce, przy trasie komunikacyjnej ze Słupska do Łeby (droga wojewódzka nr 213), nad Pustynką, mającą ujście w jeziorze Łebsko. Wieś jest siedzibą sołectwa, które obejmuje również miejscowości Święcino i Klęcinko.
Miejscowość jest siedzibą gminy Główczyce.

## Nazwa
Nazwa, wzmiankowana po raz pierwszy w formie Glovectz w 1252, ma genezę słowiańską i charakter patronimiczny. Powstała przez dodanie do nazwy osobowej formantu –ice. Zapisy źródłowe nie są jednoznaczne w kwestii ustalenia nazwy osobowej, która była podstawą nazwy miejscowości:
- nazwa osobowa Główka – wskazywana przez zapisy typu Glovectz, Glovesitz, Glovcicz oraz słowińską formę nazwy[6],
- nazwa osobowa Głowa – wskazywana przez zapisy typu Glouitze, Glovitz, Glouicensi[6].

Friedrich Lorentz odnotował formę nazwy w lokalnych gwarach słowińskich: Glȯ́u̯fčicä wraz z nazwami mieszkańców: Glʉ̀ɵ̯fčičȯu̯n, Glʉ̀ɵ̯fčičȯu̯nkă „główczyczanin, główczyczanka”. Niemiecka nazwa Glowitz jest adaptacją fonetyczną pierwotnej nazwy słowiańskiej. Za podstawę nazwy polskiej przyjęto nazwę osobową Główka, w przypadku nazwy Głowa spodziewaną formą byłyby *Głowice.
Rada Języka Kaszubskiego proponuje kaszubską formę nazwy Główczëce. Nazwa odnosi się zapewne do wzgórza, na którym stoi kościół (kaszub. głowa, czyli głowa lub szczyt).

## Historia
Główczyce wzmiankowano w 1252, w dokumencie z tego roku na świadka wezwano wojownika Ratislausa z Glovectz. W 1402 notowano nazwisko Nicholas van de Glouitze. Nie wiadomo, skąd pochodził. W dokumentach nazwę miejscowości zapisywano jako Glovcicz, Glovezit, Glovicze, a w 1561 Glonitze.
Około 1475 właścicielem wsi był Nikolaus von Puttkamer z Nozyna. Główczyce należały do rodu von Puttkamer do 1945.
W Główczycach w 1784 istniał folwark dworski Puttkamerów, młyn wodny, trzy karczmy (jedna była częścią majątku w Rumsku), kuźnia gminna, dwa domy letniskowe. Łącznie było tu 38 dymów. We wsi mieszkało 10 rolników i 6 rolników małorolnych lub czynszowych.
Wieś i gmina Główczyce były dawnej centrum Kaszub, nazywanym „Kaszubskim Jeruzalem”, głównym ośrodkiem religijnym Kaszubów. Jeszcze w pierwszej połowie XIX wieku Główczyce były zamieszkane głównie przez ludność kaszubską. Postępująca i intensywnie propagowana przez administrację pruską germanizacja Kaszubów doprowadziła do wynarodowienia i utraty odrębnej tożsamości. W 1842 zlikwidowano język kaszubski jako wykładowy w miejscowej szkole. Ostatnie kazanie po kaszubsku wygłoszono w 1886.
W 1874 większość zabudowań we wsi strawił wielki pożar.
Prawdopodobnie w czasie uwłaszczenia chłopów wystawiono drewniany budynek szkolny. Potem wystawiono nowy z mieszkaniem dla kadry. Dyrektor szkoły (główny nauczyciel) był organistą i kierownikiem kościelnego chóru. Na początku lat 20. XX wieku budynek szkoły powiększono. W 1932 trzech nauczycieli uczyło 202 dzieci w 5 klasach. Prowadzono też nauczanie prywatne, by przygotować młodzież do nauki w klasach V–VII (poziom rozszerzony) oraz w szkole ponadpodstawowej w Słupsku.
We wsi działał duży zakład mechaniczny (handel maszynami rolniczymi, warsztat ślusarski, kuźnia, kowalstwo, kołodziejstwo, usługi tartaczne, elektroinstalacje). Wieś była ośrodkiem handlu nabiałem. Istniała tu mleczarnia, w celu jej obsługi w 1932 zbudowano nową stację kolejową na trasie linii kolejowej Słupsk – Dargoleza. We wsi działała cegielnia, przedsiębiorstwa budowlane, zajmujące się handlem węglem, wytwarzaniem cementu do pokryć dachowych, tartak, zakład pogłębiania studni, zakład kominiarski, zakład malarski z tapetowaniem, dwie piekarnie, trzy warsztaty siodlarskie, kilka kuźni, sklep z artykułami papierniczymi i zabawkami oraz urządzeniami i naczyniami kuchennymi, sklep obuwniczy, dwa zakłady produkujące obuwie, sklepy z konfekcją damską i męską, sklep z tekstyliami, studio fotograficzne oraz 3 banki. Pracowali tu fryzjerzy, stolarze, cieśle, monterzy pieców, kamieniarz, dekarz, hydraulicy, kołodzieje, masarnie, zegarmistrzowie. Istniały dwa hotele z salami klubowymi i tanecznymi: Hotel Pomorski (Hotel Pommerscher Hof) i Hotel Północnoniemiecki (Hotel Norddeutscher Hof). Piwo słupskie można było kupić w karczmie Starego Browaru (Bierverlag der Stolper Sternbrauerei).
W latach 1935–1938 z Główczyc za granicę lub do Berlina, by się ukrywać, wyjechała ludność żydowska. Przedsiębiorcy żydowskiego pochodzenia w 1933 zostali zmuszeni zamknąć swoje sklepy.
Działał Główczycki Klub Gimnastyki i Sportu oraz Stowarzyszenie Kyffhäuser, które co roku urządzało zawody strzeleckie, chór mieszany i chór męski.
W Główczycach, które do 1945 stanowiły centrum administracyjne północno-wschodniej części powiatu słupskiego, urzędował powiatowy lekarz weterynarii i pielęgniarka, był tu oddział urzędu pracy, załoga utrzymania torów, budowy i naprawy telegrafu oraz zespół do utrzymania i konserwacji dróg. Ostatnim burmistrzem przed II wojną światową był Wilhelm Pleines.
W 1945 Armia Czerwona zdemontowała linię kolejową przechodzącą przez wieś. Wkroczyła do Główczyc 8 marca 1945. We wsi znaleźli się uchodźcy z Prus Wschodnich, 200–300 osób ewakuowanych z Bochum i uchodźcy ze Słupska. Rosjanie przejęli majątki ziemskie i większość zakładów w okolicy. Ostatnim właścicielem Główczyc był Gerhard von Puttkamer, syn Richarda von Puttkamera, starosty powiatu słupskiego (zm. 1898). Prowadził stadninę koni gorącokrwistych.
W domach miejscowej niemieckiej i kaszubskiej ludności kwaterowano osiedlających się Polaków, którzy przejmowali mieszkania i mienie poprzednich właścicieli. Pojawili się osadnicy z zachodniej części Kurpi Zielonych, z Północnego Mazowsza, Kieleckiego, Poznańskiego, Wileńszczyzny, Kaszub, Wołynia, Lwowskiego, Kujaw i Bieszczadów.
W latach 1954–1972 wieś należała i była siedzibą władz gromady Główczyce. W latach 1975–1998 miejscowość administracyjnie należała do województwa słupskiego.
W czasach Polski Ludowej w Główczycach powstała wytwórnia wód gazowanych, żwirownia, zakłady zbożowe oraz kombinat łąkarski PGR. Działał wiejski dom towarowy, kino, powstał ośrodek zdrowia i dom kultury.
We wsi funkcjonuje Zespół Szkolno-Przedszkolny (przedszkole „Słoneczko” oraz Szkoła Podstawowa im. Władysława Broniewskiego), Biblioteka Publiczna Gminy Główczyce, Gminny Ośrodek Kultury oraz organizacje pozarządowe, w tym Główczyckie Towarzystwo Sportowe „Błękitni” i Ochotnicza Straż Pożarna w Główczycach.
W 1998 we wsi mieszkało 1811 osób, w 2002 – 1929 osób, zaś w 2009 – 1974 osoby. W 2018 wieś zamieszkiwało 1690 osób, ok. 19% mieszkańców gminy Główczyce. Według spisu powszechnego z 2011 wieś zamieszkiwało 1915 osób, zaś według spisu powszechnego w 2021 – 1692 osoby.

## Zabytki
- pałac w Główczycach zbudowany w połowie XIX wieku w stylu neogotyckim, dwuskrzydłowy, dwukondygnacyjny na planie litery T, ze szczytami schodkowymi z płycinami i parawanami oflankowanymi sterczynami, z oryginalną XIX-wieczną stolarką drzwiową i wyposażeniem gabinetu z herbami Puttkamerów; do pałacu prowadzi późnobarokowa brama (pałac uległ pożarowi w nocy z 23 na 24 marca 2020, w opinii biegłego spowodowanego podpaleniem[19]);
- park dworski z XIX/XX wieku[20];
- murowany zespół folwarczny z połowy XIX wieku rozbudowany w latach 1910–1911[20];
- kościół neogotycki z 1891, trzynawowy, zbudowany na planie krzyża łacińskiego z wykorzystaniem XVIII-wiecznych murów, z zachowanym XIX-wiecznym ołtarzem, amboną, organami, ławkami, konfesjonałem i emporami oraz witrażami przedstawiające sceny religijne i herby dawnych szlacheckich rodów: von Krockow, von Puttkamer, von Querzen, von Zieres, von Wilkau, von Privitz zu Gettron[21][22];
- elementy kamiennego pomnika poświęconego mieszkańcom Główczyc poległym w I wojnie światowej wykorzystane jako postument do figury Maryi – pierwotnie stała tu figura żołnierza ze sztandarem, były też tablice z inskrypcjami[22][23];
- lapidarium z nagrobków z przykościelnego cmentarza ewangelickiego z II połowy XIX wieku wraz z kamiennym pomnikiem z 1999 ku pamięci zmarłych[20];
- pomniki przyrody: głaz narzutowy, lipa drobnolistna (obwód 3,9 m, wys. 27 m), dąb czerwony (obwód 2,27 m, wys. 24 m), dąb czerwony (obwód 2,27 m, wys. 24 m)[20].

## Wspólnoty wyznaniowe
- Kościół rzymskokatolicki:
  - parafia św. Apostołów Piotra i Pawła
- Kościół Ewangelicko-Augsburski:
  - parafia Ewangelicko-Augsburska w Słupsku, filiał w Główczycach, kaplica przy ul. Kościuszki 9
- Świadkowie Jehowy:
  - zbór